# Rückepferd

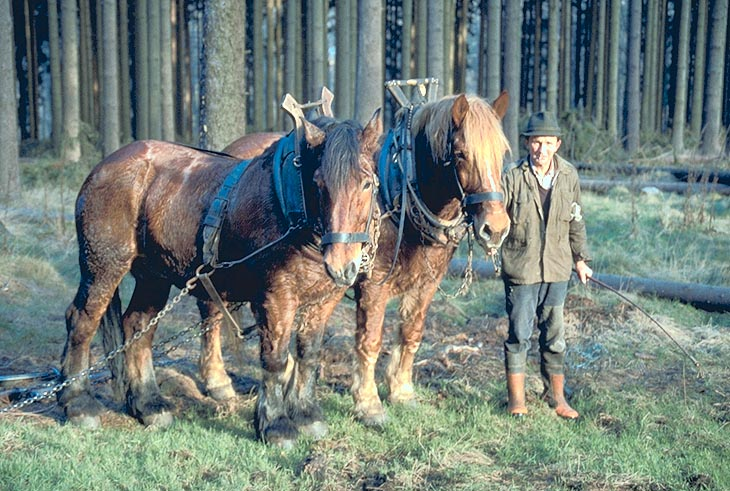
Rückepferdgespann im Einsatz im Siebengebirge

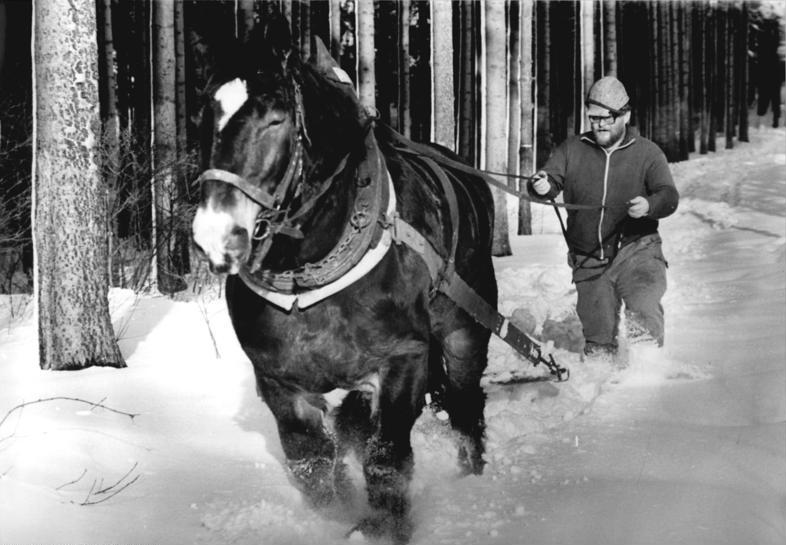
Rückepferd bei der Arbeit in einem Wald bei Flöha, Aufnahme von 1987

Als Rückepferd bezeichnet man ein im Wald zum Holzrücken eingesetztes Pferd zum Verbringen von gefällten und entasteten Baumstämmen zum nächsten Waldweg bzw. Polterplatz, dem sogenannten Vorliefern. Für das Holzrücken werden überwiegend Kaltblüter verwendet.
Nach weitgehender Verdrängung seit den 1960er Jahren durch den Einsatz landwirtschaftlicher Schlepper bzw. spezieller Forstschlepper oder Forwarder zum Holzrücken werden Rückepferde derzeit im Zuge einer naturnahen Forstwirtschaft zunehmend populärer. Im Koalitionsvertrag der deutschen Bundesregierung 2021–2025 ist die Förderung des Einsatzes von Rückepferden festgeschrieben. Günstig beim Rücken mit Pferden ist unter anderem, dass sie auch in unwegsamem Gelände (z. B. Gebirge) keine Rückegassen benötigen, sondern das Rückegut auch durch das stehende Holz ziehen können. Des Weiteren ist es ein erheblicher Vorteil, dass sie im Gegensatz zu schweren Forstmaschinen praktisch keine Bodenschäden verursachen.

## Anforderungen an das Rückepferd
Wegen der hohen Anforderungen an die Körperkraft der Tiere bei der Rückearbeit in schweren Holzsortimenten werden im professionellen Einsatz überwiegend Kaltblutrassen mit einem Körpergewicht ab 700 kg eingesetzt. Gleichwohl werden nicht nur schwerste Rassen genutzt, weil zum Beispiel in Gebirgslagen ein eher gedrungenes, mittelschweres Rückepferd durch bessere Wendigkeit geeigneter ist. Vor allem in der Schwachholzernte kommen leichtere Rückepferde zum Einsatz, unter anderem um die geernteten Bäume dem Vollernter zuzubringen, der sie aufarbeitet. Mit dieser Kombination kann die Befahrung des Waldbodens deutlich reduziert werden.
Das Pferd sollte in Hinblick auf die ständig wechselnde Geräuschkulisse durch beispielsweise brechendes Reisig einen möglichst ruhigen Charakter zeigen, muss aber aufgrund der ebenso ständig wechselnden Zugwiderstände bei der Rückearbeit zugleich unbedingt zugwillig und -fest sein.

## Ausrüstung zum Holzrücken

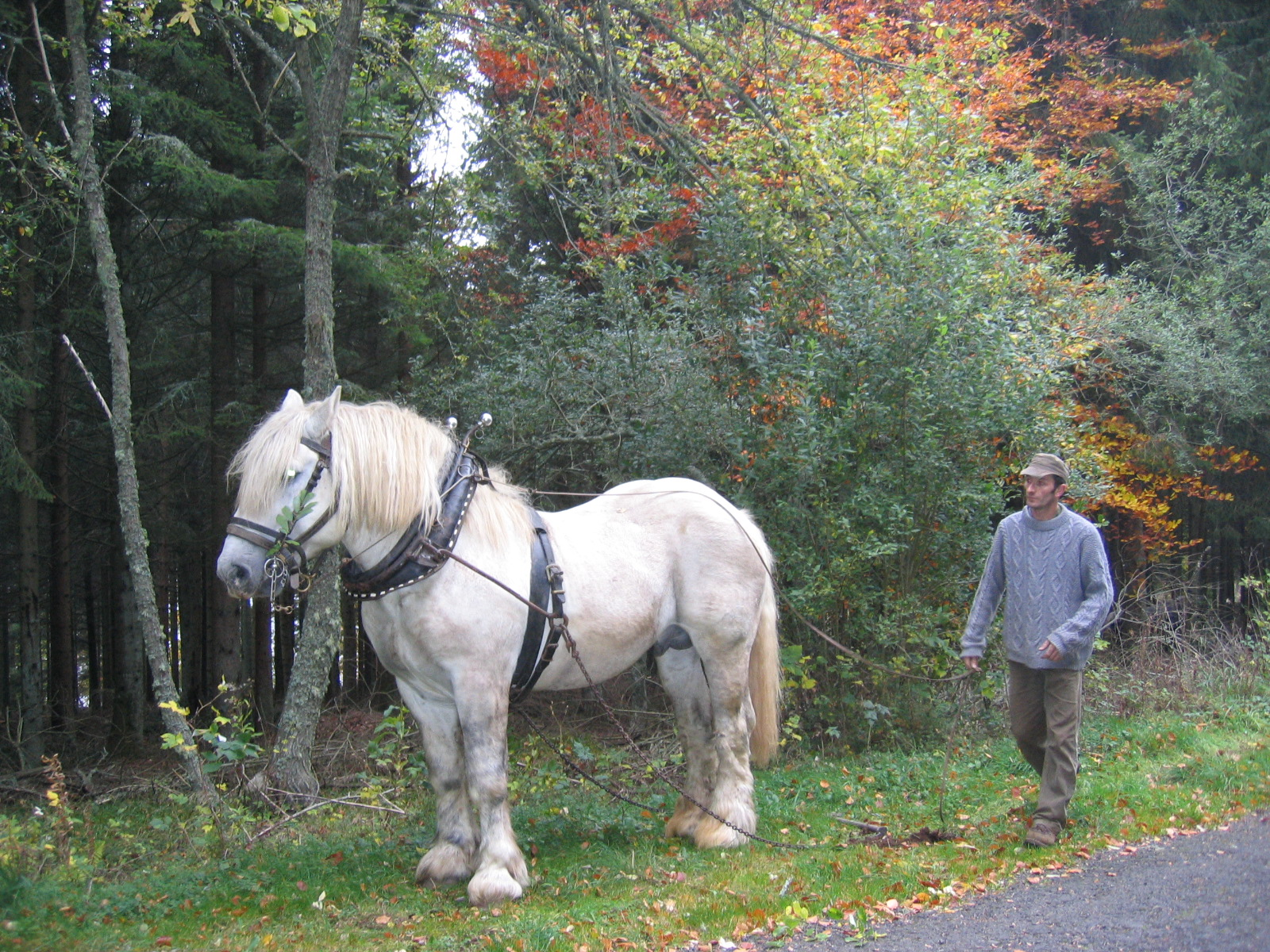
Rückepferd mit Stoßzügel. Man beachte den Ring zur Verbindung der beiden Zügelteile über dem Rücken.

Aufgrund der stark wechselnden, oft sich ruckartig erheblich verstärkenden Zugwiderstände beim Rücken wird in aller Regel das Tier mit einem Kumt aufgeschirrt. Als Zugstränge zum Ortscheit, an das die Last mit einer Forstkette angehängt wird, nutzt man gerne zumindest im hinteren Teil, der über den Boden oder an Hindernissen vorbei schleifen kann, anstelle von Lederriemen Ketten oder robuste Seile. Das Ortscheit sollte über einen Wirbel verfügen, damit die Zugkette sich nicht aufdrehen und das Ortscheit springen lassen kann. Auf Scheuklappen bei der Zäumung wird verzichtet, damit das Pferd sich angesichts der vielen Hindernisse im Wald ständig voll orientieren kann. Die Art der Führung des Pferdes durch den Menschen ist unterschiedlich. Teilweise werden geschlossene Fahrleinen wie beim Kutsche fahren verwendet, welche aber die Nachteile haben, dass zum einen der Pferdeführer sich in ihr verheddern kann und die Leine selbst häufig im Gestrüpp hängen bleibt. Im Rheinland und in Westfalen war es in der Vergangenheit üblich, neben dem Pferd hergehend dieses mit einem kurzen, in einen Trensenring eingehängten Strick zu führen. Im süddeutschen Raum war hingegen die Stoßleine gebräuchlicher. Die Stoßleine, die auch Zopp-, Zupf- oder Hottleine genannt wird, ist eine Kombination eines einem Reitzügel ähnlichen kurzen von Trensenring zu Trensenring laufenden Riemens oder Seils und eines hieran mittels eines freibeweglich auf ihm laufenden Ringes befestigten einzelnen, weit hinter das Pferd reichenden Seils bzw. Riemens. Das Rückepferd muss dann darauf trainiert sein, in Verbindung mit den auch bei den übrigen Varianten wichtigen Stimmkommandos beim Annehmen der Leine links und beim Zupfen an der Leine rechts zu gehen.

## Leistung, Einsatzbereich
Aus Gründen des Tierschutzes sollte ein Rückepferd dauerhaft nicht mehr als 10–15 %, kurzzeitig maximal bis zu 50 % seines Körpergewichtes ziehen. Dadurch sind die Stammdurchmesser auf schwaches Holz (etwa 25–30 cm, vereinzelt maximal 50 cm) beschränkt.
Da mit Rückepferden die Stämme nicht gestapelt werden können, wird der Pferdeeinsatz in der Regel mit Forstmaschinen mit Kran und Zange (Rückezug, Forwarder) kombiniert.

## Andere Tierarten
Auf dem indischen Subkontinent werden Elefanten zum Holzrücken genutzt.